# كالسترات كوتسوف
كالسترات إلييه كوتسوف (بالرومانية: Calistrat Ilie Cuţov)‏ (مواليد 10 أكتوبر 1948) هو ملاكم روماني، مثّل بلاده في الألعاب الأولمبية الصيفية في دورات 1968 و1972 و1976.

## روابط خارجية
- كالسترات كوتسوف على موقع بوكس ريك (الإنجليزية) (registration required)
- كالسترات كوتسوف على موقع اللجنة الأولمبية الدولية (الإنجليزية)
- كالسترات كوتسوف على موقع أوليمبيديا (الإنجليزية)
- كالسترات كوتسوف على موقع اللجنة الأولمبية الرومانية (الرومانية)